# Dipartimento per lo sport
Il Dipartimento per lo Sport è la struttura, incardinata presso la Presidenza del Consiglio dei ministri, per l'esercizio delle funzioni in materia di sport.

## Storia
Il precursore della struttura è l'Ufficio per i rapporti con gli organismi sportivi, istituito dal governo Ciampi nel marzo 1994 e concepito come ufficio di diretta collaborazione del Presidente del Consiglio.
Nel 1996, durante il governo Prodi I, le competenze in materia di sport furono conferite al vicepresidente del Consiglio e ministro dei beni culturali Walter Veltroni, che ricevette altresì le competenze facenti capo al dipartimento dello spettacolo (istituto, insieme al dipartimento del turismo, dal DL 97/1995, in seguito alla soppressione del ministero del turismo e dello spettacolo). Nel 1998 l'ufficio per i rapporti con gli organismi sportivi fu trasferito (al pari del dipartimento dello spettacolo) al Ministero per i beni e le attività culturali; le competenze in materia di sport furono confermate dal successivo d.lgs. 300/1999, che provvide tra l'altro ad articolare la struttura del dicastero in direzioni generali (puntualmente disciplinate con DPR 441/2000).
Nel 2004, tuttavia, il Ministero fu organizzato secondo il modello dipartimentale: fu così istituito il Dipartimento per lo spettacolo e lo sport. Esso si articolava in due uffici dirigenziali di livello generale: la Direzione generale per il cinema e la Direzione generale per lo spettacolo dal vivo e lo sport.
Nel 2006 il governo Prodi II sottrasse le competenze sullo sport al Ministero per i beni e le attività culturali per portarle in un apposito dipartimento della Presidenza del Consiglio dei ministri: nacque così il Dipartimento per le politiche giovanili e le attività sportive (POGAS), nella cui struttura organizzativa figurava l'Ufficio per lo sport.
Nel 2008 il governo Berlusconi IV scorporò l'Ufficio dal Dipartimento cui apparteneva (che, contestualmente, prese il nome di Dipartimento della gioventù) e lo trasformò in un ufficio di diretta collaborazione della presidenza del Consiglio.
Nel 2012, sotto il governo Monti, l'ufficio fu incardinato nel Dipartimento per gli affari regionali (art. 1, DPCM 15 febbraio 2012), nel cui ambito fu altresì inserito l'Ufficio per le politiche del turismo (succeduto al Dipartimento per lo sviluppo e la competitività del turismo incardinato presso la Presidenza del Consiglio). L'attribuzione di tali ulteriori funzioni fu resa esplicita dalla nuova denominazione della struttura dipartimentale, che assunse infatti la denominazione di Dipartimento per gli affari regionali, il turismo e lo sport (art. 2, comma 2, lett. a), DPCM 21 giugno 2012), poi ridenominato Dipartimento per gli affari regionali, le autonomie e lo sport in seguito al trasferimento delle funzioni in materia di turismo al ministero dei beni e delle attività culturali, avvenuto nel 2013 col governo Letta.
Nel 2016, col governo Renzi, è stata ripristinata la precedente organizzazione: da un lato, il Dipartimento per gli affari regionali e le autonomie; dall'altro, l'Ufficio per lo sport, quale autonoma struttura di supporto al presidente del Consiglio.
Nel 2020, col governo Conte II, la struttura si è trasformata in un dipartimento (DPCM 28 maggio 2020), organizzato in un unico ufficio di livello dirigenziale generale, l'Ufficio per il coordinamento delle politiche per lo sport. Esso si articola in tre servizi: programmazione, bilancio, coordinamento e vigilanza; promozione dello sport di base e relazioni internazionali; comunicazione, eventi sportivi, studi e ricerche (DM 9 luglio 2020).